# Mibampator
Mibampator (razvojno kodno ime LY-451395) je pozitivni alosterični modulator (PAM) AMPA receptora (AMPAR), jonotropnog glutamatnog receptora, koji je razvijala Ilaj Lili za lečenje agitacije/agresije kod Alchajmerove bolesti, ali nikada nije plasiran na tržište. On je dosegao do faze II kliničkih ispitivanja pre prestanka njegovog razvoja.
Mibampator pripada biarilpropilsulfonamidnoj grupi AMPAR PAM-a, koja između ostalih uključuje LY-404187, LY-503430, i PF-04958242. To je AMPAR potenciator „visokog uticaja”, za razliku od „niskog uticaja” AMPAR potenciatora iz drugih klasa kao što su CX-516 i njegov kongener farampator (CX-691, ORG-24448), i može da izazove relativno snažnija povećanja u AMPAR signalizaciji. Kod životinja, AMPAR potencijatori visokog uticaja poboljšavaju kogniciju i pamćenje pri malim dozama, ali izazivaju poremećaje motoričke koordinacije, konvulzije i neurotoksičnost pri većim dozama.
Mibampator nije uspeo da proizvede kognitivno poboljšanje kod pacijenata sa Alchajmerovom bolešću, iako je pokazao poboljšanja u neuropsihijatrijskim merama. Jedan od ishoda studije je bio da se maksimalno tolerisana doza leka nije mogla koristiti zbog toksičnosti, a doze u istom opsegu kod glodara nisu uspele da poboljšaju ponašanje povezano sa pamćenjem.

## Spoljašnje veze
- Mibampator - AdisInsight